# LaSalle (stanice metra v Montréalu)
LaSalle je jedna z 27 stanic zelené linky montrealského metra (Angrignon – Honoré-Beaugrand), jejíž celková délka je 22,1 km. Ve směru z jihu na sever je tato stanice v pořadí šestá, v opačném směru dvacátá druhá. Stanice se nachází v hloubce 9,8 m. Její vzdálenost od předchozí stanice De l'Église činí 812,30 metrů a od následující stanice Charlevoix 707,25 metrů. V době, kdy bylo metro teprve plánováno, se předpokládalo, že bude pojmenována Champlain.
Stanice LaSalle byla otevřena 3. září 1978. Projektovalo ji architektonické studio Didier, Gillon et Larouche.
Prvních osm stanic směrem od stanice Angrignon včetně stanice LaSalle bylo dáno do provozu v roce 1978 a jde tedy o služebně nejmladší část zelené linky. Nejstarší (středová) část linky (od stanice Atwater až po Frontenac, celkem 10 stanic) byla zprovozněna v roce 1966 a zbylá (nejsevernější) část (od stanice Préfontaine až po stanici Honoré-Beaugrand, celkem 9 stanic) v roce 1976.